# Риджлі (Меріленд)
Риджлі (англ. Ridgely) — місто (англ. town) в США, в окрузі Керолайн штату Меріленд. Населення — 1611 особа (2020).

## Географія
Риджлі розташоване за координатами 38°57′17″ пн. ш. 75°52′50″ зх. д. / 38.95472° пн. ш. 75.88056° зх. д. (38.954858, -75.880419).  За даними Бюро перепису населення США в 2010 році місто мало площу 4,61 км², уся площа — суходіл.

## Демографія
Згідно з переписом 2010 року, у місті мешкало 1639 осіб у 604 домогосподарствах у складі 412 родин. Густота населення становила 356 осіб/км².  Було 667 помешкань (145/км²).
Расовий склад населення:
| - 77,1 % — білих - 16,3 % — чорних або афроамериканців - 0,9 % — корінних американців - 0,2 % — азіатів - 2,5 % — осіб інших рас |

До двох чи більше рас належало 3,1 %. Частка іспаномовних становила 5,9 % від усіх жителів.
За віковим діапазоном населення розподілялося таким чином: 30,9 % — особи молодші 18 років, 60,2 % — особи у віці 18—64 років, 8,9 % — особи у віці 65 років та старші. Медіана віку мешканця становила 32,0 року. На 100 осіб жіночої статі у місті припадало 88,6 чоловіків;  на 100 жінок у віці від 18 років та старших — 80,8 чоловіків також старших 18 років.
Середній дохід на одне домашнє господарство  становив 71 254 долари США (медіана — 60 938), а середній дохід на одну сім'ю — 90 528 доларів (медіана — 82 813). Медіана доходів становила 55 000 доларів для чоловіків та 40 000 доларів для жінок. За межею бідності перебувало 11,3 % осіб, у тому числі 15,8 % дітей у віці до 18 років та 25,0 % осіб у віці 65 років та старших.
Цивільне працевлаштоване населення становило 714 особи. Основні галузі зайнятості: освіта, охорона здоров'я та соціальна допомога — 23,7 %, роздрібна торгівля — 20,0 %, публічна адміністрація — 14,8 %.